# Парусник (картина)
«Парусник» (нем. Segelschiff) — картина, написанная немецким художником Каспаром Давидом Фридрихом в 1815 году. Представляет собой изображение небольшого трёхмачтового корабля, находящегося в открытом море. Картина выполнена в традициях романтизма.
Произведение находится в музее Kunstsammlungen немецкого города Хемница.